# Špitál s kostelem Nejsvětější Trojice

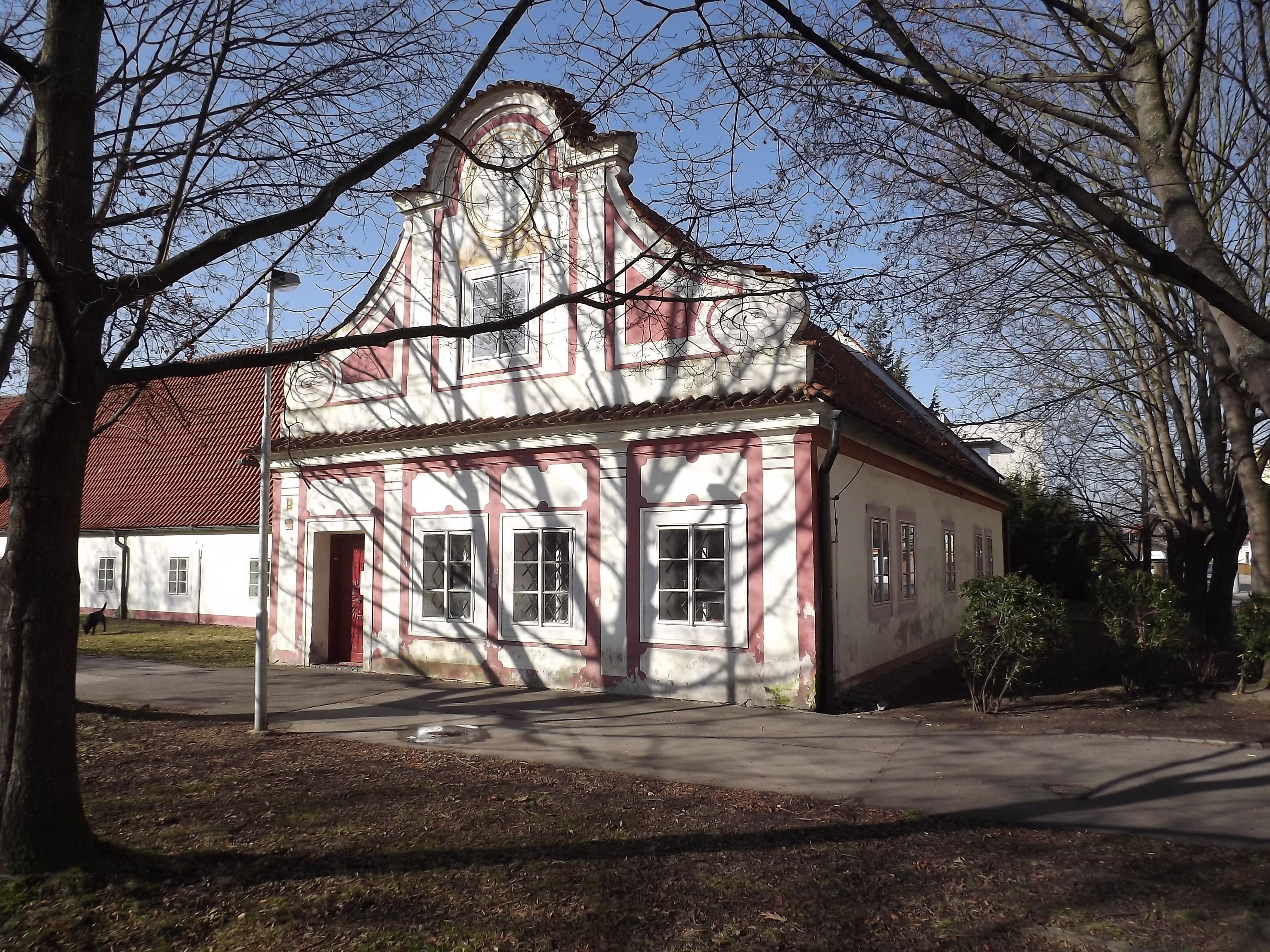
Východní průčelí barokního křídla s volutovým štítem

Špitál s kostelem Nejsvětější Trojice, zvaný též Špitálek, se nachází v Českých Budějovicích na Pražské třídě. Areál původně gotického, později barokně přebudovaného špitálu je zapsaný od roku 1963 v Ústředním seznamu kulturních památek České republiky.

## Historie
Tzv. morový špitál je poprvé zmiňován v roce 1371, ale o jeho tehdejší podobě se bližší informace nedochovaly. Neexistují ani zprávy o tom, že by v tomto špitále někdy pobývaly osoby, nakažené morem.

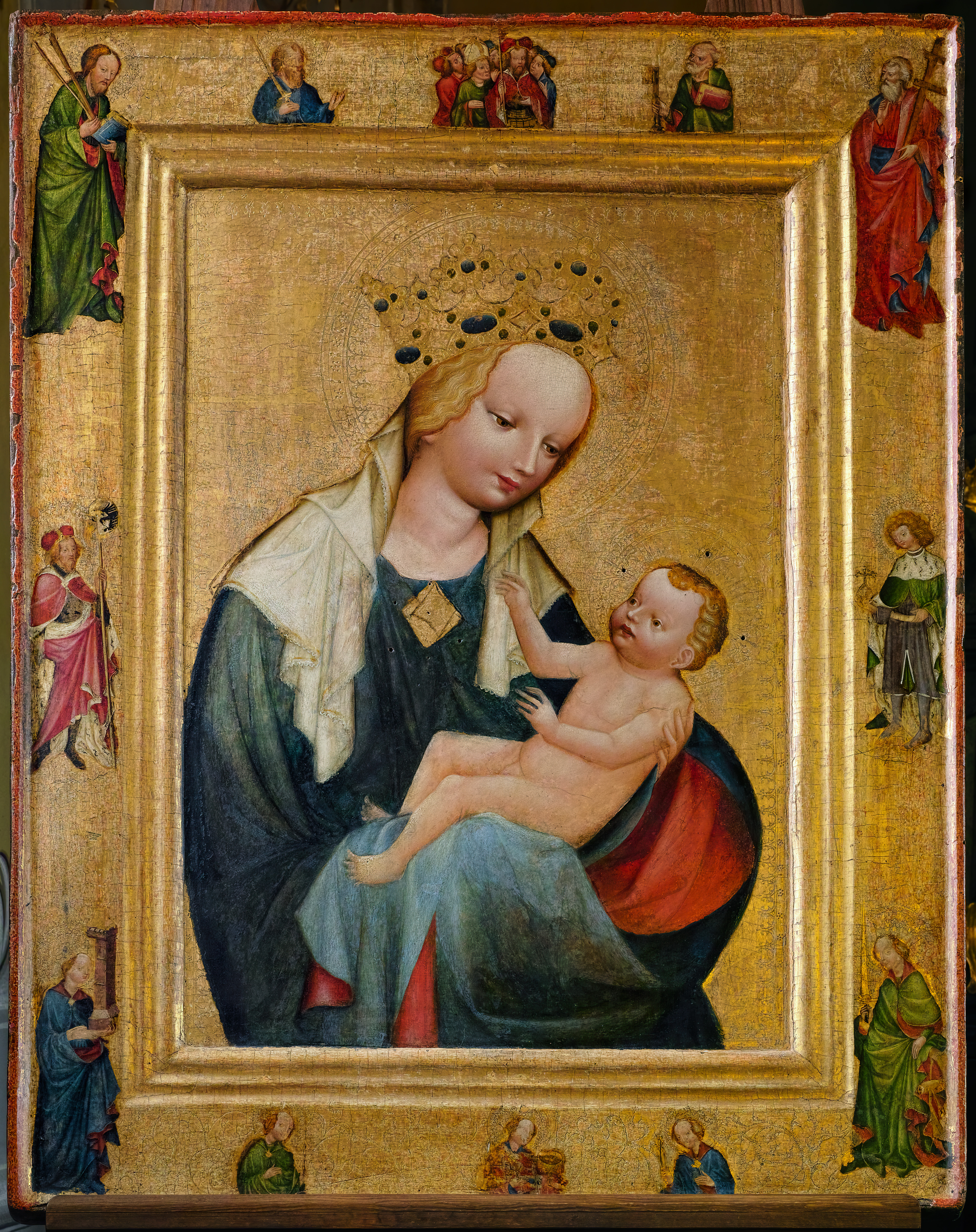
Obraz Madony svatotrojické

Mezi roky 1513 až 1515 byl na místě starší stavby postaven pozdně gotický špitál s kaplí Nejsvětější Trojice.
Kaple Nejsvětější Trojice, později označovaná jako kostel, byla v roce 1763 zrenovována a částečně barokně přestavěná. Došlo k úpravě starších gotických oken, byly proraženy nové vstupy. O tři roky později prošel podobnými úpravami i špitál, při této přestavbě byla společná špitální síň přebudována na šest oddělených místností. V roce 1779 bylo ke špitálu  přistavěno severní pozdně barokní křídlo. Pro kostel byl pořízen nový oltář od Leopolda Huebera (patrně podle návrhu Františka Jakuba Prokyše) se sochami sv. Jana Evangelisty a sv. Ambrože a provedena fresková výzdoba, jejímž autorem je František Jakub Prokyš. Motivy nástěnných maleb  souvisejí se zasvěcením kaple Nejsvětější Trojici, v dekorativních nástropních malbách se opakují symbolické trojiční motivy (trojúhelník, tři prsteny, tři květy, tři slunce, tři duhy). Od roku 1772 byl špitální kostel každoročně cílem velkého procesí, které se konalo v den slavnosti Nejsvětější Trojice, který jako pohyblivý svátek připadá na první neděli po letnicích. Procesí vycházelo od chrámu sv. Mikuláše. Později byl celý objekt přeměněn v chudobinec.
V kostele se původně nalézal gotický obraz Svatotrojické madony, pocházející z doby kolem roku 1410. Obraz je vystavený v Alšově jihočeské galerii v Hluboké nad Vltavou a jeho kopie je stabilně umístěna nad současným vchodem do kostela.

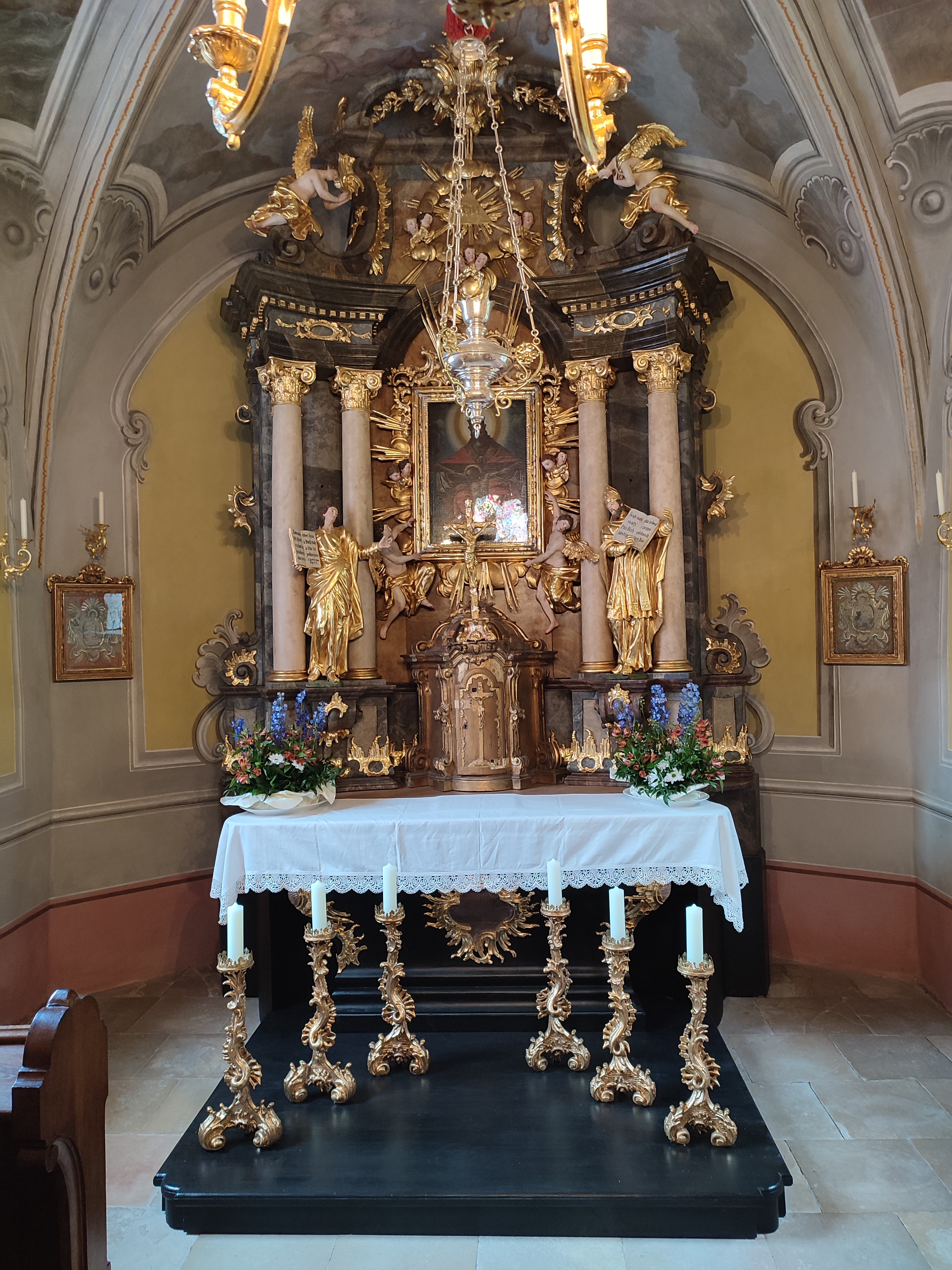
Oltář v kostele Nejsvětější Trojice

Od září 2014 do konce roku 2022 probíhala rozsáhlá rekonstrukce objektu. Nově byly vyzdobeny i vnější niky závěru kaple. Veřejnosti byl poprvé otevřen k příležitosti mezinárodního dne památek v sobotu 22. dubna 2023, komentované prohlídky pokračovaly i v neděli a celý následující týden. Při této příležitosti byl v kostele vystaven originál gotického obrazu Madony svatotrojické. 
Dne 3. června 2023 se v bývalé špitální kapli, respektive kostele Nejsvětější Trojice konala první bohoslužba po 52 letech, které předsedal děkan katedrální kapituly Zdeněk Mareš.

## Popis
Areál historického špitálu se nachází v metropoli Jihočeského kraje v prostoru mezi Pražskou třídou a ulicemi Hálkovou a U Trojice.
Jižní část areálu tvoří jednolodní kostel Nejsvětější Trojice s lehce nepravidelným pětibokým závěrem. Na kostel navazuje původně gotické příčné křídlo špitálu. Souběžně s osou kostela, orientovanou ve směru od západu k východu, je na severní straně areálu barokní křídlo s volutovým štítem na východním průčelí. Na tomto štítu se nachází nástěnná malba, která byla částečně odkryta během rekonstrukce stavby na počátku 21. století. Pokud jde o interiéry, v barokním křídle se zachovaly štukové zrcadlové stropy a trámové stropy v přízemních místnostech příčného křídla špitálu.

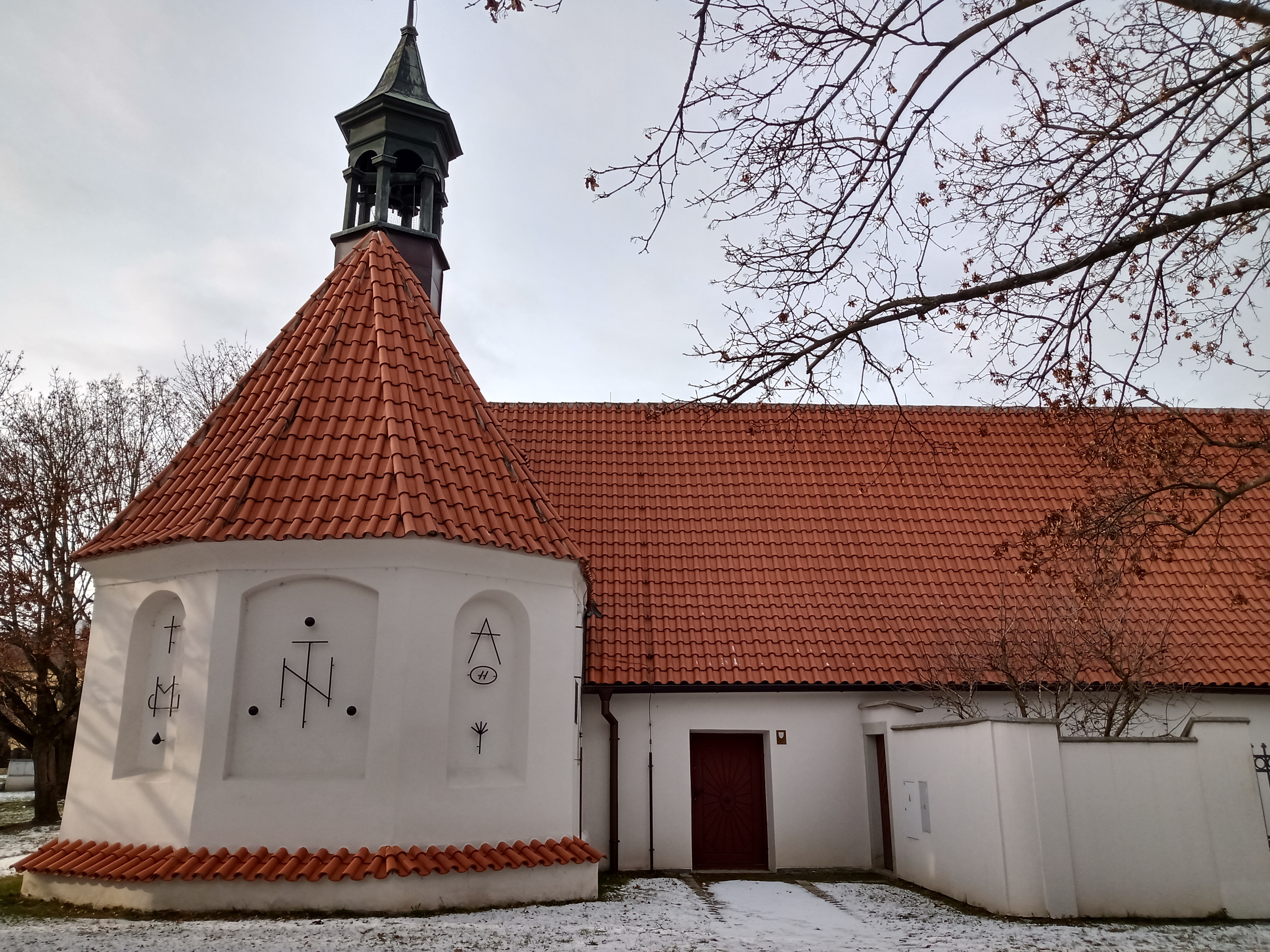
Výzdoba nik z roku 2022, u vchodu Alžběta Pomořanská, uprostřed Nejsvětější Trojice a v poslední nice Madona

Na západní straně přiléhá k objektu zahrada se studnou. Špitál byl až do 19. století stavebně izolovaný od okolní zástavby.  Dle zápisu v katastru nemovitostí (stav k srpnu 2024) je vlastníkem budov a příslušných pozemků stát, tj. Česká republika, přičemž zmíněné nemovitosti jsou ve správě Národního památkového ústavu. V areálu někdejšího špitálu se nacházejí některá pracoviště územní památkové správy Národního památkového ústavu v Českých Budějovicích.